# Orihuela Deportiva Club de Fútbol
Maillots
L'Orihuela Deportiva Club de Fútbol était un club de football espagnol basé à Orihuela, créé en 1944, et disparu en 1995.

## Biographie
Le club est créé en 1944. Il joue à deux reprises en Segunda División (deuxième division) : tout d'abord lors de la saison 1952-1953, où il se classe 12e du groupe 2, avec 12 victoires, 2 matchs nuls et 16 défaites, puis lors de la saison 1990-1991, où il se classe cette fois-ci 5e du championnat, avec 12 victoires, 9 matchs nuls et 7 défaites. 
Le club atteint les huitièmes de finale de la Copa del Rey en 1970, en étant éliminé par le Real Murcie, ce qui constitue sa meilleure performance dans cette compétition.
Après son deuxième passage en Segunda División, le club est rétrogradé en raison de problèmes financiers. Le club descend d'une division supplémentaire en 1993, puis est à nouveau relégué à l'échelon inférieur en 1994. Il disparaît en 1995.

## Palmarès
- Champion de Segunda División B (Groupe IV) en 1990
- Champion de Tercera División (Groupe XIII) en 1952 et 1989

## Bilan saison par saison
| Saison    | Division           | Place | Copa del Rey |
| --------- | ------------------ | ----- | ------------ |
| 1945-1946 | Regional Preferent | —     |              |
| 1946-1947 | Tercera División   | 5e    |              |
| 1947-1948 | Tercera División   | 11e   | 2e tour      |
| 1948-1949 | Tercera División   | 12e   | 1er tour     |
| 1949-1950 | Tercera División   | 6e    |              |
| 1950-1951 | Tercera División   | 8e    |              |
| 1951-1952 | Tercera División   | 1er   |              |
| 1952-1953 | Segunda División   | 12e   | 1er tour     |
| 1953-1954 | Tercera División   | 2e    |              |
| 1954-1955 | Tercera División   | 10e   |              |
| 1955-1956 | Tercera División   | 11e   |              |
| 1956-1957 | Tercera División   | 13e   |              |
| 1957-1958 | Tercera División   | 4e    |              |
| 1958-1959 | Tercera División   | 4e    |              |
| 1959-1960 | Tercera División   | 8e    |              |
| 1960-1961 | Tercera División   | 6e    |              |
| 1961-1962 | Tercera División   | 5e    |              |
| 1962-1963 | Tercera División   | 2e    |              |
| 1963-1964 | Tercera División   | 11e   |              |
| 1964-1965 | Tercera División   | 13e   |              |
| 1965-1966 | Tercera División   | 10e   |              |
| 1966-1967 | Tercera División   | 7e    |              |
| 1967-1968 | Tercera División   | 6e    |              |
| 1968-1969 | Tercera División   | 15e   |              |
| 1969-1970 | Tercera División   | 12e   | 8e de finale |
| 1970-1971 | Regional Preferent | 4e    |              |
| 1971-1972 | Regional Preferent | 16e   |              |
| 1972-1973 | Regional Preferent | 1er   |              |
| 1973-1974 | Tercera División   | 9e    | 1er tour     |
| 1974-1975 | Tercera División   | 14e   | 1er tour     |
| 1975-1976 | Tercera División   | 9e    | 1er tour     |
| 1976-1977 | Tercera División   | 17e   | 1er tour     |
| 1977-1978 | Tercera División   | 17e   | 2e tour      |
| 1978-1979 | Tercera División   | 12e   |              |
| 1979-1980 | Tercera División   | 3e    | 2e tour      |
| 1980-1981 | Tercera División   | 9e    | 1er tour     |
| 1981-1982 | Tercera División   | 2e    |              |
| 1982-1983 | Tercera División   | 2e    | 1er tour     |
| 1983-1984 | Tercera División   | 2e    | 1er tour     |
| 1984-1985 | Segunda División B | 5e    | 1er tour     |
| 1985-1986 | Segunda División B | 9e    | 3e tour      |
| 1986-1987 | Tercera División   | 15e   |              |
| 1987-1988 | Tercera División   | 2e    |              |
| 1988-1989 | Tercera División   | 1er   |              |
| 1989-1990 | Segunda División B | 1er   |              |
| 1990-1991 | Segunda División   | 5e    | 5e tour      |
| 1991-1992 | Segunda División B | 14e   | 4e tour      |
| 1992-1993 | Segunda División B | 17e   | 2e tour      |
| 1993-1994 | Tercera División   | 18e   | 1er tour     |
| 1994-1995 | Regional Preferent | —     |              |

- 2 saisons en Segunda División (D2)
- 32 saisons en Tercera División[1]puis Segunda División B (D3)
- 15 saisons en Regional Preferent puis Tercera División (D4)
- 1 saison en Regional Preferent (D5)